# Kisnána, Heves
Kisnána  este un sat în districtul Gyöngyös, județul Heves, Ungaria, având o populație de 1.074 de locuitori (2011). 

## Demografie
Componența etnică a satului Kisnána
     Maghiari (75,24%)
     Romi (13,06%)
     Slovaci (11,46%)
     Necunoscut (0,24%)
     Alții (0,24%)
Componența confesională a satului Kisnána
     Fără religie (8,01%)
     Reformați (1,96%)
     Necunoscută (89,48%)
     Atei (0,56%)
     Alte religii (0,65%)
Conform recensământului din 2011, satul Kisnána avea 1.074 de locuitori. Din punct de vedere etnic, majoritatea locuitorilor (75,24%) erau maghiari, existând și minorități de romi (13,06%) și slovaci (11,46%). Apartenența etnică nu este cunoscută în cazul a 0,24% din locuitori. Nu există o religie majoritară, locuitorii fiind persoane fără religie (8,01%) și reformați (1,96%). Pentru 89,48% din locuitori nu este cunoscută apartenența confesională.